# Sulfonamid (antibiotika)
 For alternative betydninger, se Sulfonamid. (Se også artikler, som begynder med Sulfonamid)
Sulfonamider er en gruppe syntetiske antibiotika, der indeholder en sulfonamid funktionel gruppe. Sulfonamider blev tilgængelige i 1930'erne og var således de første antimikrobielle lægemidler. De er også kendt som sulfa lægemidler.
Sulfonamider fungerer ved at hæmme enzymet dihydropteroat synthetase (DHPS), der er ansvarligt for syntesen af det livsnødvendige B-vitamin, folsyre, i bakterier.

## Sulfonamider i klinisk brug
Følgende to sulfonamider er i klinisk brug i Danmark pr. november 2012 (handelsnavne er anført i parentes):
- Sulfamethizol (Lucosil®): Anvendes mod ukompliceret blærebetændelse (cystitis)
- Sulfamethoxazol: Anvendes bl.a. mod lungebetændelse forårsaget af svampen Pneumocystis jiroveci og infektioner med bakterier i slægten Nocardia.

Sulfamethoxazol anvendes kun i kombination med trimethoprim.